# Rhipha chionoplaga
Rhipha chionoplaga là một loài bướm đêm thuộc phân họ Arctiinae, họ Erebidae.